# جون لندلي
جون لندلي (1799-1865) (بالإنجليزية: John Lindley)‏ هو عالم نبات إنكليزي.

## روابط خارجية
- جون لندلي على موقع الموسوعة البريطانية (الإنجليزية)